# Peñalsordo
Peñalsordo es un municipio español perteneciente a la provincia de Badajoz, comunidad autónoma de Extremadura.

## Toponimia

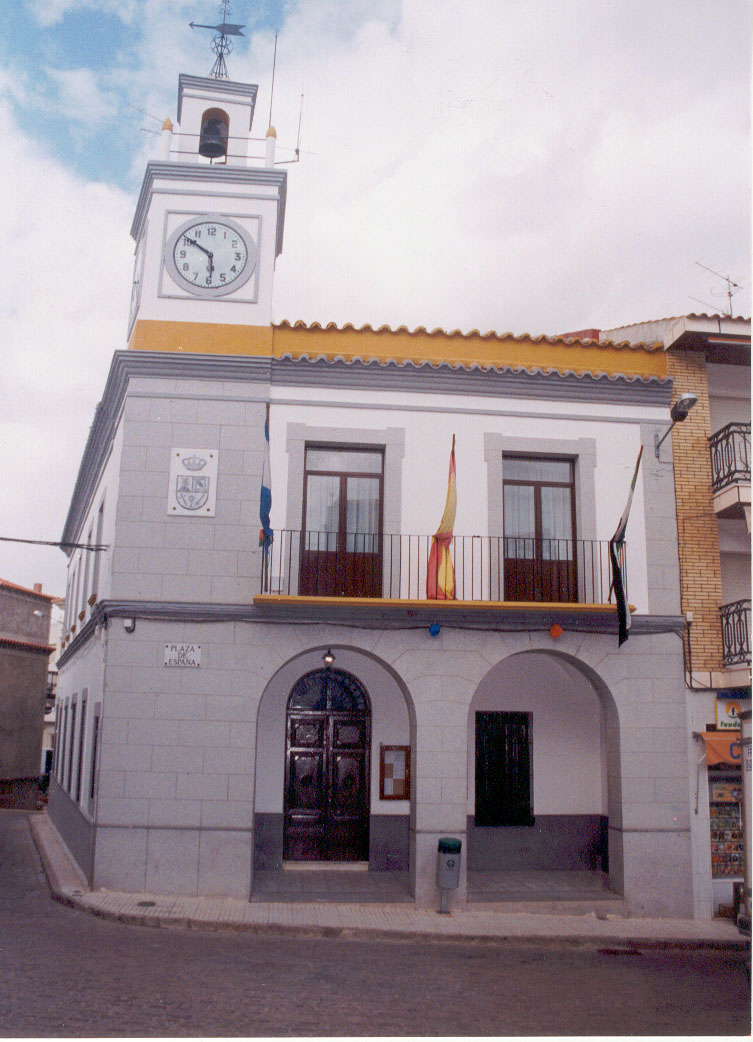
Fachada principal de la casa consistorial de Peñalsordo

Bajo distintas variantes de tradición se conecta su origen con un cabrero llamado Pedro Peña, más conocido como Peña, el Sordo, de quien derivaría el apelativo de la población; o con una llamada piedra del Sordo, ámbito en el que el mismo personaje erigió supuestamente en el siglo XIV una primitiva cabaña de pastor, a la que luego se fueron añadiendo otras hasta consolidar un caserío en torno a la vieja ermita de Santa Brígida.
Tales leyendas no están verificadas, aunque ciertos vestigios toponímicos parecen apoyarlas. Así, aún perduran en la zona más antigua de la población diversos apelativos referentes al presunto fundador y su carácter pastoril, tales como Pozo de Pedro, Pilar de la Piñuela, calles Lobera, Hatillo, Asadura, etc. Otra calle de nombre significativo es una de notable amplitud, correspondiente ya a la parte baja del pueblo, llamada calle de la Plata, en recuerdo del viejo camino por el que discurría el tráfico del azogue y otros minerales desde Almadén hasta Sevilla y Córdoba.

## Situación
Peñalsordo se sitúa en el extremo sureste de la provincia, cercano a los límites provinciales con Ciudad Real y Córdoba, sobre la falda del llamado cerro de Abajo o de Santana, participando de sus mismas realidades geopolíticas.
Pertenece a la comarca de La Serena y al partido judicial de Castuera.
| Noroeste: Capilla       | Norte: Risco (Badajoz) | Noreste: Risco (Badajoz) |
| Oeste: Capilla          |                        | Este: Capilla            |
| Suroeste: Zarza Capilla | Sur: Zarza Capilla     | Sureste: Zarza Capilla   |

## Historia
Se desconoce la fecha de su fundación siendo posterior a la reconquista definitiva de la zona a los musulmanes, en 1228. El territorio en el que se ubica actualmente el pueblo ha pertenecido a diversos dueños desde la toma a los árabes hasta nuestros días. Conquistado por el rey castellano Fernando III, este lo donó a la Orden del Temple en 1236, creando la Encomienda de Capilla, tras la conquista de Córdoba, en recompensa a la ayuda prestada por los templarios en la conquista de las fortalezas de Capilla, Garlitos y Almorchón. Tras la abolición de la orden templaria en 1307, vuelve a dominio regio en la persona del rey castellanoleonés Fernando IV. En 1309 es la Orden de Alcántara la beneficiada con la Encomienda de Capilla, que, a su vez, la devolverá al rey Alfonso XI en 1320. Este la cede en 1344 a un noble de su entorno: Alfonso Fernández Coronel. En 1350 sube al trono el rey Pedro I. Coronel se enemista con el monarca y el noble muere en el asalto a su fortaleza de Aguilar.
La Encomienda pasa de nuevo a posesión real. Pedro I la dona a su hija doña Beatriz. Tras la muerte violenta del rey («Cruel» para unos, «Justiciero» para otros) y la subida al trono de su hermano bastardo Enrique de Trastámara, con el título de Enrique II, este entrega en 1370 «la villa de Capilla con su castillo y aldeas», entre las que se encontraba La Peña del Sordo, a su Justicia mayor, Juan Núñez de Villazán. Este vende la Encomienda, de la que antes se había segregado el territorio de Almorchón, a otro noble oriundo de Navarra, Diego López de Zúñiga, en 1382. El nieto de Diego, Álvaro de Zúñiga, dueño de La Peña del Sordo, más tarde Peñalsordo, consigue de los Reyes Católicos, en 1485, el título de duque de Béjar. La Casa de Béjar será la dueña de Peñalsordo hasta 1777, en que muere el último duque sin descendencia: Joaquín de Zúñiga y Sotomayor, XII duque de Béjar. 
En 1594 el lugar era conocido como Peña el Gordo y formaba parte de la Tierra de Capilla en la Provincia de Trujillo.

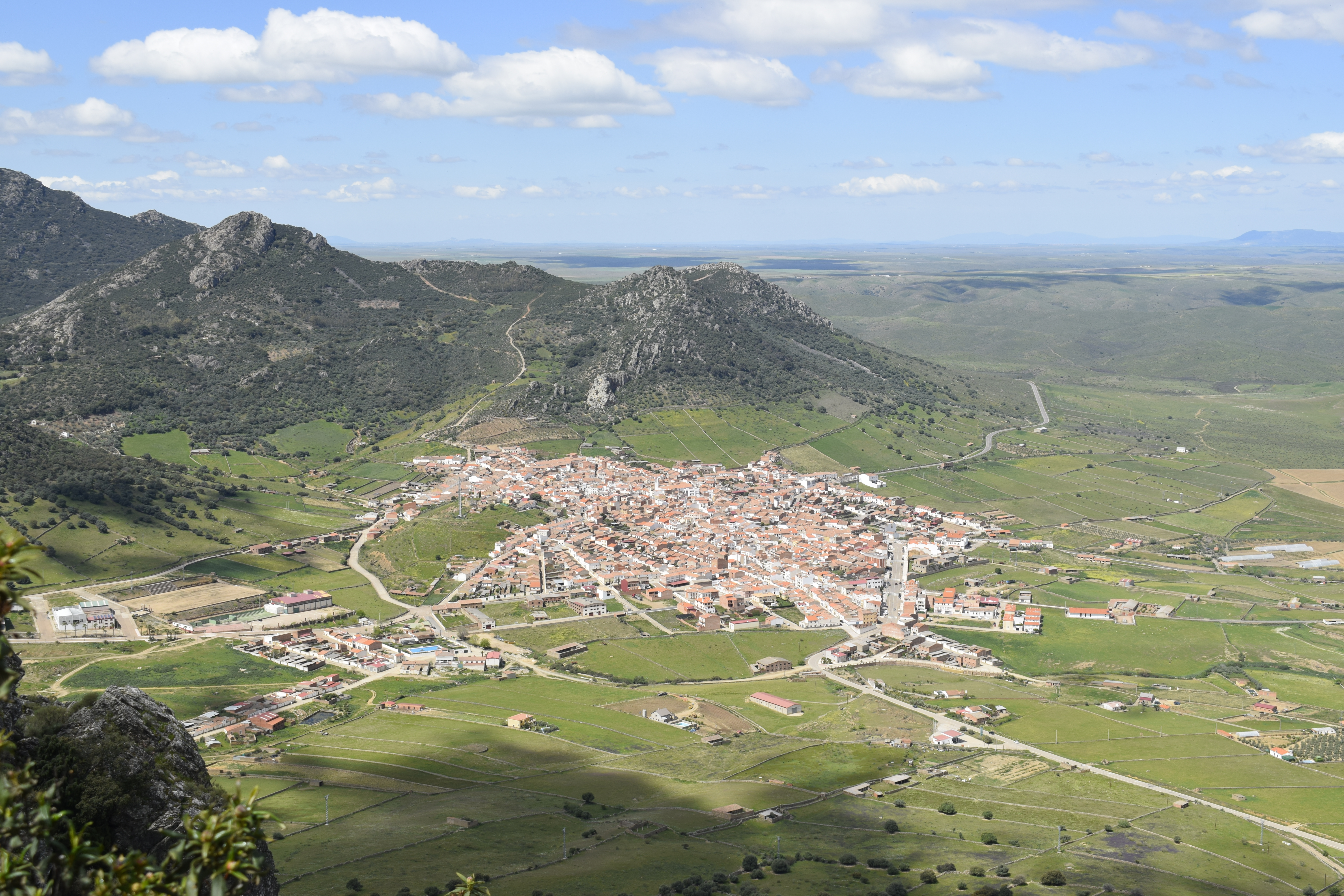
Vistas de Peñalsordo desde el Peñón del Pez.

Ahora va a recaer la villa de Peñalsordo y su Estado, que lo forman, además de Peñalsordo, las poblaciones de Capilla, Garlitos, Risco, Baterno y Zarza Capilla, en María Josefa Alfonso-Pimentel Téllez-Girón, de la familia de los Zúñiga, XV condesa y XII duquesa de Benavente, casada desde 1771 con su primo hermano Pedro de Alcántara Téllez-Girón y Pacheco, IX duque de Osuna. La condesa-duquesa de Benavente y duquesa de Béjar gobernará este pueblo hasta su muerte acaecida en 1834. Con esta muerte hereda el Estado su nieto Pedro de Alcántara Téllez-Girón y Beaufort, XI duque de Osuna, quien morirá en 1844. Tras el fallecimiento del primogénito de los Osuna, recibe el inmenso patrimonio de esta Casa el segundogénito, Mariano Téllez-Girón y Beaufort, quien dilapida esa gran fortuna después de una vida disoluta y licenciosa que termina con su propia muerte en 1882. Un año antes se venden las primeras dehesas del duque a los habitantes del Estado de Capilla. En años posteriores los vecinos de Peñalsordo y demás pueblos de este viejo estado (título que desaparecería tras la Desamortización de Mendizábal) van comprando las fincas que habían sido transferidas a los acreedores del arruinado XII duque de Osuna.
El 22 de julio de 1631 el rey Felipe IV concedió al lugar de Peña el Sordo (así llamado en aquella época) el título de villa, al segregarla de Capilla, cabeza del estado de su mismo nombre. Esta independencia le costó a los habitantes del pueblo dos mil ducados. No obstante, tanto Peñalsordo como Capilla siguieron dependiendo jurisdiccional y solariegamente del ducado de Béjar, ya que esta casa seguía teniendo, ente otros, los privilegios del nombrar alcaldes ordinarios y párrocos en todo el estado de Capilla.
Aunque el primer núcleo del pueblo es medieval, en sus alrededores se encuentran restos arqueológicos que se remontan hasta el Paleolítico, con el hallazgo de esquirlas y pinturas rupestres esquemáticas, estudiadas por el prestigioso arqueólogo francés Abate Henri Breuil en 1916; estelas funerarias del periodo Orientalizante, con los símbolos de riqueza de sus reyezuelos (carros tirados por cuadrúpedos, espadas, espejos…); los restos de población junto a la tabla de las Cañas en el río Zújar; el castro del peñón del Pez, tal vez la primitiva Mirógriba de los Túrdulos; o el Cerro Cabezo, asentamiento romano, y el cerro de las Tinajas. Todos estos vestigios están en los alrededores de Peñalsordo, si bien algunos pertenezcan a jurisdicciones de pueblos de su entorno.
A la caída del Antiguo Régimen, la localidad se constituye en municipio constitucional en la región de Extremadura. Desde 1834 quedó integrado en el Partido judicial de Puebla de Alcocer. En el censo de 1842 contaba con 435 hogares y 1723 vecinos.

## Demografía
Peñalsordo cuenta con una población de 824 habitantes (INE 2024).
| Gráfica de evolución demográfica de Peñalsordo entre 1842 y 2021                                                      |
| |
| Población de derecho según los censos de población del INE. Población de hecho según los censos de población del INE. |

## Transportes

### Accesos por carretera
Las carreteras que llegan o parten de Peñalsordo son:
- EX-323  Cabeza del Buey - Límite de Provincia de Ciudad Real.

Por esta vía se va hacia Zarza Capilla, Cabeza del Buey, Castuera, Villanueva de la Serena, Don Benito, Mérida o Badajoz hacia el oeste, y Capilla, Chillón, Almadén, Puertollano y Ciudad Real hacia el este. La travesía por la localidad la componen la calle Carretera y la avenida de Juan Carlos I.
- BA-4143  Peñalsordo - Límite provincial con Córdoba.

Por esta vía se va hacia Belalcázar, su antigua estación de tren y la provincia de Córdoba enlazando en el límite de la misma con la   CO-9403 . Si la propuesta de Fomento para el trazado extremeño de la Autovía  A-43 , Extremadura - Comunidad Valenciana, pasa la DIA, será por esta carretera desde donde se accederá a dicha autovía, ya que pasará por el sur de Peñalsordo. La travesía por la localidad se llama Avenida de la Paz.

### Autobuses
Peñalsordo cuenta con enlaces directos en autobús con los siguientes destinos:
- AISA
  - Barcelona
  - Cabeza del Buey
  - Castellón
  - Ciudad Real
  - Madrid
  - Puertollano
  - Tarragona
  - Valencia

- LISETUR
  - Badajoz
  - Cabeza del Buey
  - Castuera
  - Don Benito
  - Mérida
  - Villanueva de la Serena

## Economía

### Evolución de la deuda viva
El concepto de deuda viva contempla solo las deudas con cajas y bancos relativas a créditos financieros, valores de renta fija y préstamos o créditos transferidos a terceros, excluyéndose, por tanto, la deuda comercial.
Entre los años 2008 a 2014 este ayuntamiento no ha tenido deuda viva.

## Administración
| Periodo   | Nombre                     | Partido                           |
| --------- | -------------------------- | --------------------------------- |
| 1979-1983 | Jacinto Sánchez García     | Alianza Popular                   |
| 1983-1987 | Jacinto Sánchez García     | Alianza Popular                   |
| 1987-1991 | Jacinto Sánchez García     | Partido Popular                   |
| 1991-1995 | Juan Antonio Serrano Muñoz | PSOE                              |
| 1995-1999 | Juan Antonio Serrano Muñoz | PSOE                              |
| 1999-2003 | Juan Antonio Serrano Muñoz | PSOE                              |
| 2003-2007 | Juan Antonio Serrano Muñoz | PSOE                              |
| 2007-2011 | Juan Antonio Serrano Muñoz | Partido Socialista Obrero Español |
| 2011-2015 | José Corchero Sánchez      | PP                                |
| 2015-2019 | Manuela Luque Chamorro     | PSOE                              |

## Patrimonio
La población constituye un centro marcadamente rural, de ambiente apacible y acogedor, donde la existencia transcurre de modo sosegado en contacto con una naturaleza de impresionante grandeza y esplendor. El mayor dinamismo ciudadano se localiza sobre el eje de la carretera de Cabeza del Buey y Capilla a Almadén, donde proliferan centros hosteleros y de servicio.

### Monumentos y edificios artísticos
Ermita del Santo Cristo

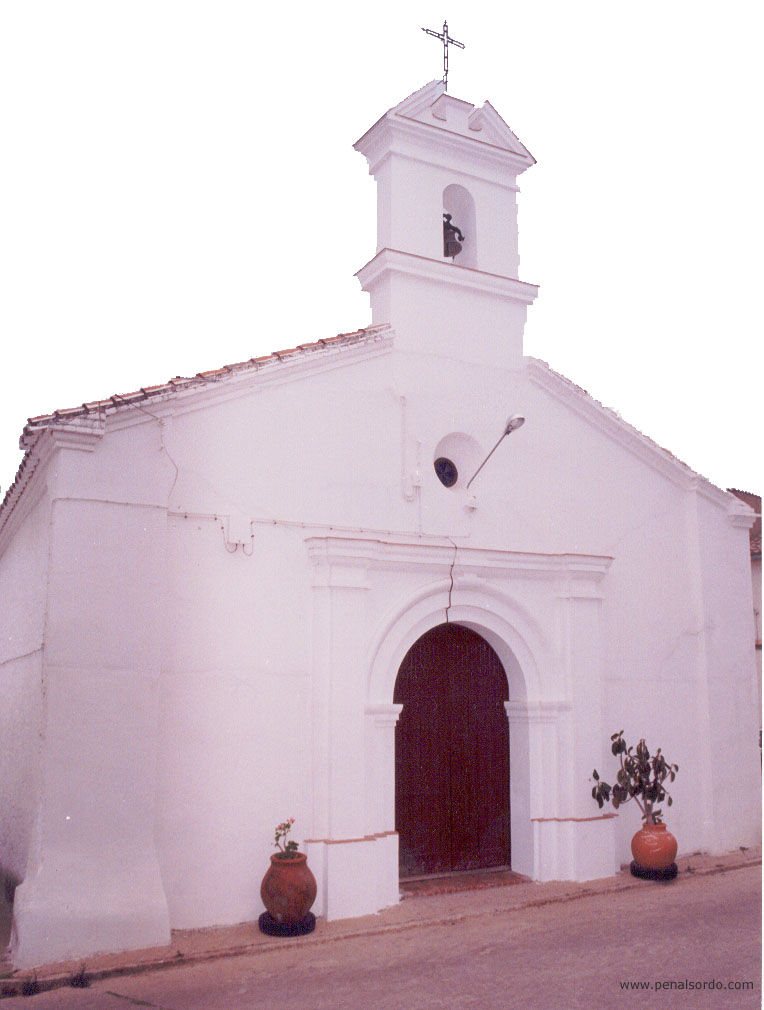
Fachada principal de la Ermita del Santo Cristo

La Ermita del Santo Cristo de la Humildad ocupa la parte final de la calle de su nombre, quedando en medio de una singular glorieta. Es difícil fechar sus propios orígenes. Parece ser que coincide con la anterior construcción (siglos XVI-XVII).
La fachada principal presenta portada de ladrillo, en la parte encalada. Asimismo, se utiliza este material para la espadaña que sí conserva las campanas. Los muros son pesados, con pequeños vanos rectangulares o circulares. La cubierta es de cañón comido y liso, y los arcos, sencillos, de medio punto.
La fachada dispone de arco de medio punto de triple moldura, a modo de arquivoltas (roscas). Esta portada aparece flanqueada por pilastras y enmarcada con dintel de sencilla traza. Un simple ventanal circular y abocinado se eleva sobre el dintel. Corona la fachada una airosa espadaña de ladrillo, con un solo vano, rematada por un frontón partido y machón, o pequeño soporte central.
En cuanto a su estructura interna, se trata de una edificación muy pequeña de planta rectangular, dividida por tres tramos, con una capillita lateral, al lado de la Epístola, donde se depositan actualmente algunos pasos de Semana Santa. Al fondo se encuentra la sacristía. La Ermita dispone de retablo, procedente de la primitiva Iglesia de Santa Brígida (años cincuenta).
A las afueras se sitúa la Ermita de San Sebastián, familiarmente denominada a nivel local como Santo Bastián. Otras ermitas, así como el Convento de la Luz, han desaparecido ya.

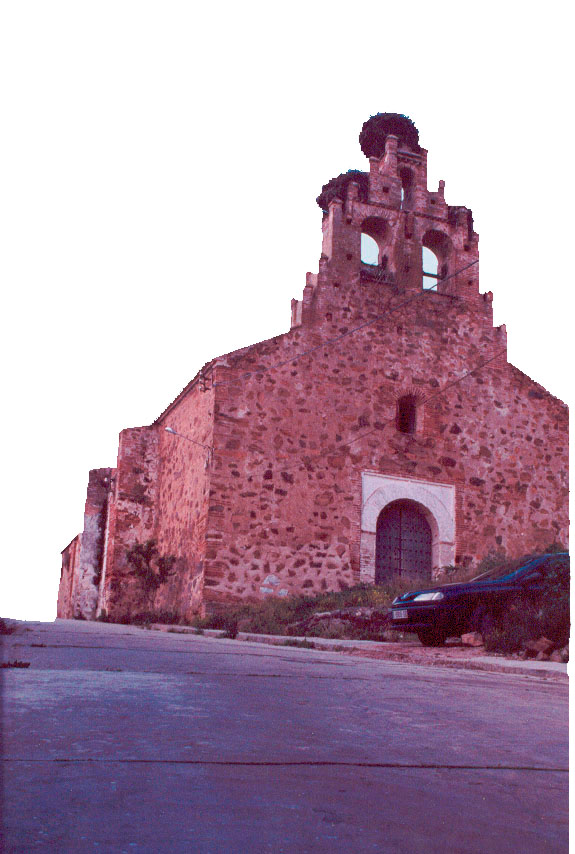
Fachada principal de la antigua parroquia de Santa Brígida

Iglesia antigua
El área generatriz del enclave corresponde a la zona más elevada. En ella se encuentran la primitiva iglesia parroquial de Santa Brígida, edificación de mampostería y ladrillo sin enlucir con cubierta de madera, originaria del siglo XVI, en la que sobresale la ostentosa espadaña escalonada según modelo que se repite en otras localidades del territorio.
Parroquia de Santa Brígida
En sustitución de la primitiva parroquia de Santa Brígida, que quedó en situación inconveniente en lo alto de la población, por su crecimiento en la dirección contraria, en 1964 se levantó en las proximidades de la plaza del ayuntamiento, integrado en el caserío, un nuevo templo de arquitectura modernista con extraña torre por delante, financiada por acaudaladas familias de la localidad. El entorno del nuevo templo es una plazuela de gran vistosidad.
Caseríos
El caserío tradicional presenta realizaciones del tipo serrano edificadas en piedra en el tejido más antiguo, y otras del modelo de colada propio de las zonas de llano en las posteriores. Entre ellas abundan también las casas hidalgas de gran porte que ponen de manifiesto la historia de la población. El conjunto de la trama urbanística ofrece, junto al plasticismo de las edificaciones, quiebros en las calles, ensanchamientos y otros rincones de acusado pintoresquismo. Entre las realizaciones más significadas, merecen la Casa de la Encomienda , la Casa de la Inquisición, el Pósito, el hospital de Caridad y otras.

### Parques y jardines
Parque Municipal
Consta de dos partes separadas en sí por una calle.
La principal es una plaza ajardinada de forma triangular, con zonas de césped y un círculo central de cemento, acondicionada como parte del recinto ferial de la localidad, ya que posee un escenario frente al círculo central que actúa de pista de baile. Debajo del escenario se sitúan aseos públicos, un vestuario y un almacén.
La otra parte, pegada a la pared que delimita el resto del recinto ferial (la zona de las atracciones) y el polideportivo, sobre el terreno que ocupó el antiguo campo del fútbol, es una zona de césped, con columpios y bancos.
Recinto Santa Ana
El Recinto Santa Ana es una especie de parque periurbano, situado a las afueras de la localidad, en la carretera de Belalcázar.
Se encuentra vallado y cuenta con dos accesos. El principal, para vehículos y personas, y uno secundario solamente peatonal.
En su interior se encuentras las siguientes infraestructuras:
- escenario;
- pista de baile;
- bar con cocina, almacén y dos barras;
- aseos públicos;
- vestuarios;
- mesas y bancos de fábrica;
- barbacoas públicas;
- fuente de agua potable.

Además, cuenta con la Ermita de Santa Anta, ya que en este recinto se celebran las dos romerías que se organizan en el municipio: el 1 de mayo (diurna) y el sábado más cercano al 15 de agosto (nocturna).
Todo el recinto está lleno de árboles y setos.

### Museo
'Museo de la Octava del Corpus

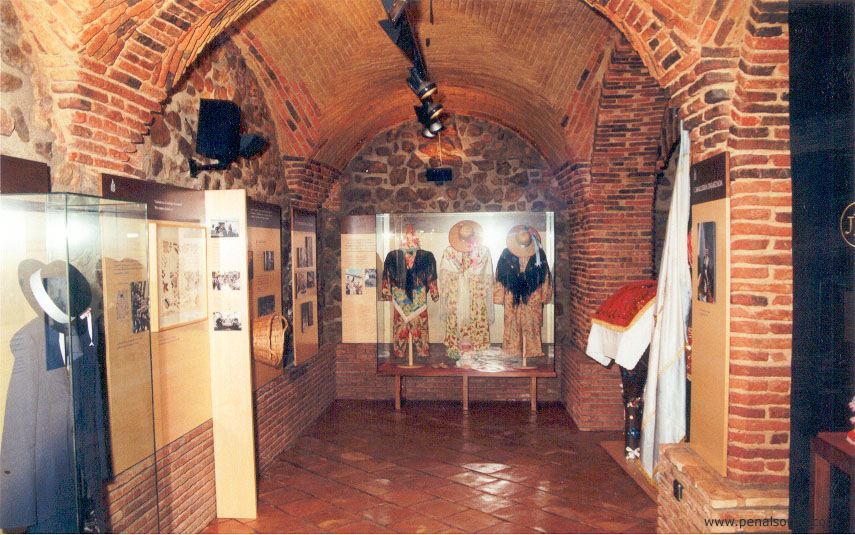
Interior del Museo de la Octava del Corpus, donde se puede ver la historia y tradición de este festejo

Un austero y bello edificio del siglo XVIII, el viejo Pósito de Peñalsordo, sirve desde mayo del 99 para albergar un interesantísimo museo: de la Octava del Corpus Christi. Este edificio de dos plantas, remodelado en varias ocasiones, ha sido utilizado en los últimos cuarenta años como escuela de párvulos y de adultos, también como oficina de correos —esta permanece— y más recientemente, hasta el verano de 1998, parte del mismo ha servido como biblioteca pública de la Casa de la Cultura, ocupando otro espacio para exposiciones y reuniones de subastas de tierra y ganado. 
Después de la inauguración de la nueva Casa de la Cultura en agosto del 98, las autoridades locales, comarcales y autonómicas decidieron dar una nueva función a lo que había sido la biblioteca, creando en este espacio un museo. Para esto han sido realizadas las obras internas de albañilería, dejando al descubierto las viejas paredes y columnas, así como unas espléndidas bóvedas de crucería de ladrillo, recubierto todo ello de yeserías. Se han añadido, asimismo, algunas piedras no talladas y ladrillo visto al paramento, que hacen juego con las bóvedas. El resultado es un bello espacio, tal vez con un solo pero: resulta algo pequeño. 
Un año más tarde de que surgiera aquel proyecto es una hermosa realidad. Su ubicación en un pequeño pueblo del centro-oriente de Extremadura, tan alejado de grandes urbes y de otros museos, así como su singularidad, debieran hacer de este museo un lugar sin duda de atracción turística para unirse a otros espacios de interés arqueológico y arquitectónico, como el castro de Peñón del Pez —posiblemente la primitiva Mirobriga de los túrdulos— las pinturas rupestres esquematizadas, que abundan en los alrededores del pueblo, la vieja parroquia de Santa Brígida o la Casa-Palacio de los duques de Bejár-Osuna. 
La función del museo es sencilla: ofrecer una visión lúdico-religiosa de una fiesta que es de interés turístico en la región

## Fiestas
Peñalsordo cuenta con varias fiestas a lo largo del año.
Sin duda, la celebración más importante es la Octava del Corpus, declarada de interés turístico regional.

### Octava del Corpus
La Fiesta de la Octava del Corpus se celebra el fin de semana siguiente al Corpus Christi.
Esta singular festividad se inicia la noche del sábado, cuando el Sargento de la Hermandad recorre el pueblo a caballo mientras que se le unen los otros Hermanos del Santísimo Sacramento portando teas o jopos encendidos.
Después de este recorrido todos se dirigen a la plaza, donde, después de dar varias vueltas a la fuente, suben al balcón del ayuntamiento para dar las mojiangas, poemas satíricos y jocosos donde se relatan los hechos más llamativos que han sucedido en el pueblo en ese año, en un tono gracioso.
Durante la jornada siguiente, Día de la Octava, el domingo, se desarrollan nuevos actos que culminan con la conmemoración jocosa del asalto de los carneros al castillo. Los cofrades cabalgando sobre asnos, ataviados con atuendos de vistosos colores y cubierta la cabeza con una especie de mitra o tiara, se encaminan al Cacho Dehesa para correr los juegos de alcancías.
Durante el trayecto reciben al abuelo y abuela, esta un hombre disfrazado de mujer, la cual porta en brazos al muñeco Rafaelito, el nieto; y también acuden jinetes sobre asnos, tocando castañuelas.
Tras otras actuaciones, entre las que destaca el Bandear o exhibición de la enseña, que realiza cada hermano en la plaza, la fiesta remata con una pintoresca representación en la que Las Vaquillas (dos hombres disfrazados toscamente) persiguen a los jinetes para derribarlos de sus cabalgaduras.
La Fiesta de la Octava concluye con una misa, durante la cual los hermanos hacen sonar los cencerros que llevan en la cintura. Concluida la ceremonia religiosa, después de la procesión, los cofrades forman delante de la Iglesia una torre humana, sobre la que el abanderado ondea la bandera como exaltación de la conquista del castillo a los moros.
La Fiesta, que constituye una de las más singulares de toda Extremadura, está declarada de interés turístico nacional.

### Otras fiestas
- Carnavales
- Semana Santa

La Semana Santa de Peñalsordo está protagonizada por la Cofradía del Santísimo Sacramento de la Eucaristía. La Cofradía está presente en los actos religiosos de Jueves Santo y Viernes Santo. Además de los cultos, los actos más emotivos son las procesiones, como la del Entierro Cristo o el Resucitao, donde el ambiente se transforma gracias al fervor popular. Dentro de los actos de la Semana Santa destaca El Arco. El Arco es un arco de madera que construyen los «quintos» (los muchachos y muchachas que ese año cumplen dieciocho) del pueblo, y que desde muy temprano van dando forma al lugar donde se encuentran en la procesión de la noche Cristo Resucitado y su madre la Virgen María. 
- Romería 1 de mayo

Romería popular en el Recinto de Santa Ana, con misa en la Ermita, por la mañana. Los vecinos llevan su comida y pasan un día de campo, amenizado con una orquesta hasta la noche y con atracciones y juegos para los más pequeños.
- Romería nocturna

Esta romería en honor a la Virgen del Carmen se viene celebrando el sábado anterior a las Fiestas Patronales. Por ser un mes de mucho calor y tener el Recinto Santa Ana aún poca sombra, se hace nocturna. Desde última hora de la tarde van llegando los grupos de familias y amigos para coger sitio. Desde la puesta de sol hay orquesta, bailes, barbacoas, etc., que duran hasta el amanecer.
- Ferias y fiestas

La Feria se celebra en honor de la Virgen del Carmen, patrona de esta localidad, coincidiendo con las Fiestas. Durante estas fechas proliferan los actos religiosos (misas solemnes y procesiones en honor de la Virgen) y lúdicos (bailes, concursos, orquestas, verbenas y atracciones), que se suceden en un ambiente cordial y festivo con la presencia, además, de aquellos vecinos que tuvieron que abandonar el pueblo en emigración, aprovechando las fiestas para regresar con sus familiares, llegando a duplicarse el censo de la población durante esos días. Se cuenta con un recinto ferial dotado de escenario, pista de baile, vestuarios y servicios, sobre el que se desarrollan la gran mayoría de actividades lúdicas.
- Gachas

El día 1 de noviembre, Día de Todos los Santos, es conocido en Peñalsordo como el Día de las "Gachas". La historia cuenta que ese día los mozos y mozas de Peñalsordo se reunían en una casa por grupos para celebrarlo con una comilona, donde comían, bebían, cantaban y bailaban. Por la tarde, mientras las muchachas se quedaban cuidando la casa, los muchachos iban a las casas de otros grupos a «robarles las gachas», o sea, a robarles algo de comer o beber. El nombre de gachas viene de un postre parecido a las natillas que se hace para esa época del año y que es tradicional en la localidad. Actualmente la Fiesta de las Gachas tiene sus principales seguidores en los grupos de jóvenes, que se reúnen en casas para pasar el día y la noche comiendo y bebiendo. No obstante, ya no «roban» a los otros grupos, sino que los visitan para que los inviten. Esto es lo que tradicionalmente se supone; pero actualmente se está recuperando la tradición de «robar las gachas», aunque con nocturnidad y alevosía. También celebran este día las familias, que se reúnen para pasar el día juntos.